# Sven Widlund
Sven Widlund, egentligen Vidlund, född 20 februari 1924 i Göteborgs Vasa församling, död 31 december 1985 i Västra Frölunda församling, var en svensk fotbollsspelare (vänsterytter) som representerade Gais under 1940-talet.
Widlund var son till spårvägsdirektören Thure Vidlund. Han blev aldrig ordinarie i Gais A-lag utan spelade bara 15 allsvenska matcher (1 mål) från säsongen 1943/1944 till 1948/1949. Åren 1966–1968 var han medlem i Gais styrelse som kassör.